# Neotoma anthonyi
Neotoma anthonyi е изчезнал вид бозайник от семейство Хомякови (Cricetidae).